# Emirat de Walbà i Xaltix
La taifa de Huelva i Saltés, o emirat de Walba i Xaltix, fou un petit estat musulmà que va existir al Gharb al-Àndalus, a l'extrem sud-oest de la península Ibèrica, aproximadament entre els anys 1012 i 1053. El territori en principi tingué per capital Huelva (en àrab ولبة, Walba) i més tard l'illa fluvial de Saltés (en àrab شلطيش, Xalṭīx).
Arran la descomposició del Califat de Còrdova un dels notables de la regió de Huelva, Abu-Zayd Muhàmmad ibn Ayyub (1008-1012), va assumir el poder en la zona. En morir el va succeir el seu fill Izz-ad-Dawla Abd-al-Aziz al-Bakrí, (1012/13-1051), pare del gran geògraf al-Bakrí. Era una taifa pròspera, amb una economia basada en la mineria i el comerç. Aviat va despertar les apetències d'al-Mútadid de Sevilla que anava incorporant, una darrere altra, totes les petites taifes de la zona. En 1051 van començar les hostilitats i al-Bakrí va pactar amb el rei sevillà cedir tota la seva taifa excepte Saltés, cap a on es va traslladar. Al-Mútadid va embargar comercialment Saltés. Davant de les pressions, Abd-al-Aziz es va retirar a la vida privada en 1051/1052 o 1053. La taifa fou completament annexionada per Sevilla, dins la qual esdevingué un simple districte.